# Tijovac (gmina Svrljig)
Tijovac (cyr. Тијовац) – wieś w Serbii, w okręgu niszawskim, w gminie Svrljig. W 2011 roku liczyła 73 mieszkańców.